# Hedonism

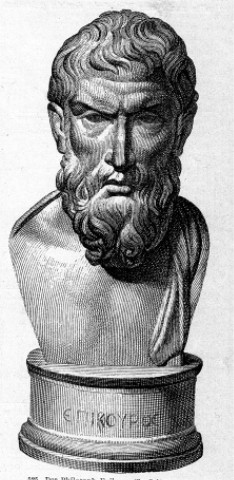
Epikuros förespråkade en modifierad hedonism i antikens Grekland, se epikurism.

Hedonism (av grekiska hedone, "njutning", "lustkänsla") är en familj av filosofiska och psykologiska teorier som sätter njutning som centralt mål för människans strävanden. Psykologisk hedonism är teorin om att sökande efter njutning och undvikande av lidande är människans enda drivkraft eller motivation. Etisk hedonism är teorin om att mängden resulterad njutning är den enda måttstocken på en handlings moraliska värde. Värdeteoretisk hedonism är teorin att njutning är det enda intrinsikalt värdefulla. Dessutom talar man idag ofta om vad som utgör ett gott liv, eller vad som bidrar till ens välmående, och hedonistens svar är då att njutning är det enda betydelsefulla i skapandet av en människas livsbana. Idag ses hedonismen som en av de tre mest betydelsefulla teorierna om välmående, bredvid begärsrelaterade teorier och objektiv lista-teorier.
Hedonismen spårar sina rötter till antikens filosofer. Även om Platon under en period tycks ha haft hedonistiska åsikter så är Epikuros utan tvekan teorins - i alla dess dåtida varianter - mest betydelsefulla förespråkare. Under vissa perioder av historien har någon form av hedonism fungerat nästan som ett axiom i filosofiska sammanhang, men dess nästföljande storhetsperiod ägde rum under senare halvan av 1800-talet med företrädare som Jeremy Bentham, John Stuart Mill och Henry Sidgwick.
Termen "hedonist" används ibland till vardags som synonym till "livsnjutare".

## Historia

### Antiken
Odysséen av Homeros beskriver en ö där lotusätarna bor. När de äter av lotusblomman faller de i ett slags trans av glömska och håglös lättsamhet. Detta fungerade som en litterär invändning mot hedonism.
Epikuros är historiskt sett hedonismens förfader, i teorins alla dåvarande bemärkelser. Han menade att det som är eftersträvat också är det som är eftersträvansvärt. Han betraktade praktisk vishet som förmågan att på ett korrekt sätt kunna kalkylera mängden njutning och lidande. Dygder och rationell aktivitet härleder sitt värde från njutning och är således endast instrumentellt värdefulla. Epikuros skilde mellan aktiva och stillsamma njutningar och ansåg att de senare är bättre eftersom de varar längre. Distinktionen ska inte ses som synonym till kroppsliga- respektive själsliga njutningar. Även minnen av njutningar är njutningar. Epikuros hedonistiska inställning hör delvis samman med hans radikala empirism; det enda vi har säker kunskap om är våra sensationer och bland dem ingår njutning och lidande.
Platon hade en hedonistisk period vilket framför allt märks i hans dialog Protagoras. Hans sokratiska antagande, att man inte kan veta det goda utan att också göra det goda, kombinerat med hans psykologiska hedonism, ledde honom till att acceptera en slags etisk hedonism. Han övergav den emellertid senare till förmån för en form av värdeteoretisk pluralism, detta eftersom han övergav den psykologiska hedonismen. Platons senare lyckobegrepp innefattar både njutning och kunskap.
Aristoteles menade att njutning kompletterar rationell aktivitet och är alltså inte det enda, eller ens det högsta, goda. Han menade att endast de "ädla njutningarna" är värdefulla och att deras värde varierar med värdet på aktiviteten som de framspringer ur. Hos Aristoteles hade "lycka" en mer central plats än "njutning" och den förra innefattar delvis den senare.

### 1800-talet
Den brittiske filosofen Jeremy Bentham var utilitarist. Han menade att all njutning är god, vilket gör honom till kvantitativ utilitarist, till skillnad från Mill som skilde mellan njutning av olika kvaliteter. Bentham menade att det är omöjligt att bevisa hedonismen, den utgör grunden för alla andra förklaringskedjor. Han ställde sig bakom både psykologisk- och etisk hedonism och gjorde ingen skarp distinktion mellan vad vi gör och vad vi bör göra. Njutning fungerar både som förklarande- och rättfärdigande orsak till vårt beteende.
John Stuart Mill ansåg inte heller att ett bevis behövde ges för att rättfärdiga hedonismen, men presenterade likväl ett argument som består av två steg. För det första försöker han bevisa hedonismen och för det andra försöker han därifrån rättfärdiga utilitarismen. Hans första steg går i korthet ut på att han påstår att det enda åtråvärda är det vi faktiskt åtrår. Därifrån försöker han bevisa utilitarismens rimlighet genom att formulera ett njutningsbegrepp som inte plockar ut individer. Mill förespråkade en kvalitativ hedonism, det vill säga en hedonism som skilde mellan kvalitativt olika njutningar. Han gjorde ingen distinktion mellan lycka och njutning. Hans argument har kritiserats av bland andra G.E. Moore.
En annan brittisk filosof som emellertid förnekade den psykologiska hedonismen var Henry Sidgwick. Han omfattade ändå den etiska hedonismen och likställde njutning med "åtråvärda medvetandetillstånd", en fenomenologiskt heterogen klass av mentala tillstånd. Sidgwick ställde upp fyra, enligt honom självklara, principer som stödde hans utilitarism. För det första betyder "rätt för mig" "rätt för alla". För det andra är tidslig placering irrelevant. För det tredje har all njutning lika värde, oavsett vems. För det fjärde är det alltid rationellt att eftersträva det goda.

### 1900-talet
Under 1900-talet upplevde hedonismen en stark tillbakagång. Roger Crisp har identifierat tre viktiga anledningar till att filosofer började betrakta hedonismen som tillbakavisad. För det första betraktade många filosofer John Stuart Mills införande av distinktionen mellan kvalitativt olika njutningar som antingen ett övergivande av hedonismen eller som inkoherent. För det andra har de stött sig på G.E. Moores teori om intrinsikala värden och med hjälp av denna argumenterat för att det är "absurt" att hävda att njutning skulle vara det enda intrinsikalt goda. Slutligen har de hänvisat till Robert Nozicks tankeexperiment om upplevelsemaskinen, vilket ofta används för att snabbt avvisa hedonismen som en teori om välmående och sedan gå vidare med att undersöka mer levande teorier.

## Synen på njutning
Eftersom hedonismen placerar njutning så centralt har det med tiden dykt upp en rad olika teorier om vad njutning egentligen är. Att definiera njutning har varit viktigt inte bara för hedonisterna, utan även för kritikerna, som med hjälp av en viss definition har försökt visa att hedonismen är felaktig eller kontraintuitiv.

### Upplevelseförklaringar
Enligt upplevelse-orienterade förklaringar är njutning och smärta distinkta medvetna upplevelser, eller åtminstone delar av sådana upplevelser. Gilbert Ryle har framfört ett argument mot uppfattningen om njutning som en sensation, som går ut på att alla sensationer har ett speciellt område där de känns, men att olika njutningar saknar ett sådant gemensamt "känningsområde". Wayne Sumner har gjort en distinktion mellan två huvudsakliga teorier om njutning som är upplevelse-orienterade: den intrinsikala- och den extrinsikala uppfattningen.

#### Intrinsikalt distinkt upplevelse
Enligt teorin om njutning som en intrinsikal upplevelse "upplevs" njutning på ett speciellt sätt; det har en distinkt intrinsikal karaktär, exempelvis genom dess fenomenologi, dess qualia eller känslan som det medför. Bland andra G.E. Moore uppfattade njutning på detta sätt. Han menade att njutning var ett odefinierbart "någonting", som dock är separerbart från allting annat. Även om detta "någonting" inte går att förklara eller beskriva närmare, så går det helt klart att isolera det som just njutning.
En klassisk invändning mot denna syn på njutning är att vi genom introspektion upptäcker att det inte finns någon gemensam komponent hos allt det vi ser som njutning – att läsa en välskriven bok, att ha sex, att lösa ett matematiskt problem – som gör det till just njutning. Henry Sidgwick formulerade denna invändning i sin The Method of Ethics. Ett annat argument, som inte bara riktar sig mot denna uppfattning om njutning, går ut på att inte allt det som definieras som njutning faktiskt är njutning och kan sägas öka personens välmående. Slutligen går en tredje invändning ut på att inte endast njutning är intrinsikalt värdefullt. Dessa tre invändningar kallas ibland förkortat för "none such", "not all" och "not only" på engelska.

#### Extrinsikalt distinkt upplevelse
Den extrinsikala synen på njutning som en distinkt upplevelse liknar den intrinsikala i det att båda ser på njutning som en upplevelse, exempelvis en känsla eller en mer kognitiv upplevelse. Den skiljer sig emellertid från denna i det att dess kriterium för vad som är njutning fokuserar på utomstående omständigheter kring upplevelsen, snarare än egenskaper hos upplevelsen själv. Den går ut på att en upplevelse är njutning om och endast om personen som har upplevelsen också har en speciell positiv attityd gentemot den. Exakt vilken attityd det rör sig om skiljer sig åt; det kan vara en trosföreställning, förmodan, förväntan, begär, preferens etc. Sidgwick anammade detta synsätt i och med hans avvisande av den intrinsikala uppfattningen: "Pleasure … as a feeling which … is at least implicitly apprehended as desirable…" (fritt översatt ungefär: "Njutning … en känsla som … åtminstone implicit uppfattas som eftersträvansvärd").
Den extrinsikala uppfattningen undviker argumentet om att det inte finns någon gemensam komponent hos allting vi kallar njutning. Förespråkaren av denna uppfattning kan gå med på att det vi kallar njutning innefattar en bred uppsättning känslor och mentala tillstånd utan någon minsta gemensam nämnare, men ändå kategorisera allt detta som njutning på basis av personens inställning gentemot dessa tillstånd. Den extrinsikala uppfattningen har dock egna problem. Det allvarligaste av dessa är "killjoy"-argumentet. Enligt detta argument finns det medvetandetillstånd som vi har de relevanta attityderna mot, men som knappast kan betraktas som njutningsfulla. Ett exempel är skam; man kan känna skam inför någonting man har gjort, och faktiskt vilja känna skammen, som ett bevis på att man är en moraliskt känslig person. Men om man har en sådan attityd gentemot skamkänslan så tycks det enligt den extrinsikala uppfattningen implicera att skammen är njutningsfull, vilket för de flesta av oss är starkt kontraintuitivt. Denna invändning är en av de så kallade "not all"-invändningarna.

### Attitydförklaringar
En annan klass av teorier om njutning är de attityd-orienterade förklaringarna. Enligt dessa består njutning av ett intentionalt tillstånd, som en trosföreställning eller ett begär. Dessa intentionala tillstånd kan vara riktade antingen mot en själv eller mot den yttre världen. Skillnaden från de upplevelse-orienterade förklaringarna är att dessa attityd-orienterade teorier identifierar njutning med själva attityden, snarare än attitydens objekt, som den extrinsikala uppfattningen gör gällande.
Attityd-orienterade förklaringar har den fördelen att de undviker en del av invändningarna som riktas mot upplevelse-orienterade förklaringar. De kan även redogöra för njutningens kvantitet, genom att hänvisa till sådant som längden och intensiteten hos attityderna. Däremot kan "killjoy"-invändningen även gälla för dessa teorier; det verkar konstigt att påstå att attityden, i det förra exemplet med skammen, till skamkänslan var njutningsfull, även om det var en positiv attityd. Ett annat problem är existensen av defekta attityder, som missriktade eller destruktiva attityder.
Fred Feldman menar att ståndpunkten som bland andra Sidgwick för fram, att njutning är intrinsikalt värdefullt på grund av vissa attityder gentemot känslan som är njutningsfull, kombinerat med G.E. Moores syn på intrinsikalt värde, är inkoherent. Feldman analyserar först Sidgwicks definition av njutning som "a feeling which, when experienced by intelligent beings, is at least implicitly apprehended as desirable...." Denna syn på njutning har den fördelen att den undviker heterogenitets-argumentet, det vill säga invändningen att olika sorters njutningar (njutningsfulla känslor) inte har något gemensamt som kan pekas ut som utgörande själva njutningen. Även andra filosofer har anammat en liknande syn på njutning, även om de har bytt ut Sidgwicks "desirable" mot exempelvis "wish to prolong". Det viktiga i sammanhanget är att man definierar njutning i termer av någon extern inställning gentemot känslan som sägs vara själva njutningen.
Feldman går sedan vidare och analyserar den mooreanska uppfattningen om intrinsikalt värde. I korthet går Feldmans argument ut på att Moores begrepp om intrinsikalt värde säger att dessa värden endast supervenierar på objektets intrinsikala egenskaper, det vill säga egenskaper som är helt oberoende av objektets förhållande till resten av världen. Men om en känsla av njutning är värdefull på grund av att den som har känslan betraktar den som njutningsfull tycks dess värde vara extrinsikalt, eftersom det är beroende av agentens inställning till känslan; en inställning som är extern i förhållande till känslan. Alltså är Sidgwicks hedonism inkoherent.
Efter att ha identifierat denna inkoherens hos Sidgwicks attityd-orienterade syn på njutning försöker Feldman att komma med ett alternativt synsätt som undviker denna svårighet. Han gör detta genom att förändra definitionen av njutning. Feldman behåller synen på njutning som beroende av personers attityder, men talar om "propositionella attityder". Dessa attityder är inte känslor; de är riktade mot olika sakförhållanden. Att njuta av någonting är att njuta av att ett specifikt sakförhållande föreligger. Han identifierar vidare sådana sakförhållanden som bestående av en person som njuter av att han eller hon själv till en viss intensitet upplever någonting vid någon tidpunkt, det vill säga en individ, en viss intensitet av intrinsikal propositionell njutning, en speciell tidpunkt och ett specifikt objekt.

## Kritik

### Moores argument
Hedonismen har kritiserats av en rad filosofer, inte minst under 1900-talet. G.E. Moore argumenterade i sin Principia Ethica mot värdeteoretisk hedonism, teorin om att lycka eller njutning är det enda intrinsikalt goda. Moore ansåg att en hedonist är tvungen att gå med på att en värld med endast njutning, utan sådant som kärlek, kunskap och skönhet, skulle vara bättre än en värld som innehöll dessa ting men som var lite mindre njutbar. Denna tanke fungerar som ett reductio ad absurdum-argument hos honom; det vill säga, eftersom hedonismen leder till detta så måste den anses vara felaktig som teori om intrinsikala värden.

### Nozicks upplevelsemaskin
Ett annat argument som av många har betraktats som en slutgiltig vederläggning av hedonismen och andra mentala tillstånds-relaterade teorier om värde är Robert Nozicks tankeexperiment "upplevelsemaskinen". Nozick tänker sig en maskin som kan framkalla vilka mentala upplevelser som helst hos personen som använder den. En hedonist bör då rimligtvis gå med på att ett liv i en sådan maskin, med de ultimata inställningarna, bör vara ett fulländat liv. Eftersom det endast är de mentala tillstånden som är värdefulla så bör det inte spela någon roll huruvida dessa är ett resultat av faktiska händelser eller artificiellt producerade av avancerade neuropsykologer. Men detta strider mot de flesta människors intuitioner om ett gott liv; vi vill exempelvis inte bara uppleva kärlek, vi vill älska och bli älskade på riktigt.
Nozicks argument framstod länge, och framstår fortfarande för många, som ett slutgiltigt slag mot hedonismen. På senare tid har detta emellertid delvis kommit att förändras. Filosofen Matthew Silverstein skrev år 2000 en artikel i tidskriften "Social Theory & Practice" med titeln In defense of happiness: A response to the Experience Machine. Silverstein menar att han identifierar vissa gömda premisser i Nozicks resonemang, premisser som vid en närmare undersökning inte visar sig vara hållbara. En betydande brist hos Nozick är, enligt Silverstein, att han från det faktum att vi vill ha ("desire") mer än blott simulerade lyckoupplevelser i vårt liv, drar slutsatsen att människors välfärd ("well-being") beror på mer än blott simulerade lyckoupplevelser. Om man tolkar hedonismen som en teori om vad som utgör ett gott liv, vad som betingar en människas välfärd, så behöver inte människors faktiska viljeattityder vara relevanta för huruvida hedonismen är rimlig eller inte. Silverstein tar upp flera exempel där tillfredsställandet av det vi faktiskt vill inte bidrar till att öka vår välfärd, till exempel vad gäller irrationella begär. Om man kan skilja mellan vad en person vill och vad som bidrar till dennes välfärd tycks Nozicks upplevelsemaskinsargument åtminstone vara försvagat.
Jason Kawall medger att de allra flesta av oss skulle välja att inte kopplas in i Nozicks upplevelsemaskin, om vi fick det valet. Men, menar han, detta är inte ett argument mot mentala tillstånds-teorier om välmående. En förespråkare av mentala tillstånds-teorier, det vill säga en person som hävdar att endast mentala tillstånd bidrar till vår välfärd, positivt och negativt, kan gå med på att vi värdesätter andra saker än våra egna mentala tillstånd. Vi har moraliska värden, vi har förpliktelser mot andra människor etc. Det är emellertid konsistent att både hävda att det finns sådana värden, och att de inte är komponenter av vår välfärd.
Misstaget som kritikerna enligt Kawall begår, är att knyta mental tillstånds-förespråkaren (härefter endast "förespråkaren") till ståndpunkten att alla värden betingas av sitt förhållande till mentala tillstånd. Det enda förespråkaren behöver hävda är att endast sådant som visar sig i mentala tillstånd påverkar vår välfärd. Uppfyllandet av ens förpliktelser påverkar ens välfärd endast i den mån som jag är medveten om att man faktiskt uppfyller dem. Vidare kan det vara värdefullt att uppfylla ens förpliktelser även om detta inte tar sig uttryck i mentala tillstånd. Detta värde är då emellertid inte ett "välmående-värde", och att gå med på detta är fullt förenligt med att hävda att endast mentala tillstånd bidrar till ens välfärd. Det kan till och med vara så att andra värden står i konflikt med ens välmående, på så sätt att uppfyllandet (i de fall där det rör sig om åstadkommanden) av de förra försämrar det senare. Återigen påpekar Kawall att detta inte är något problem för förespråkaren. Slutligen pekar Kawall på att kritikerna tycks vara knutna till en underlig ståndpunkt: att soldaten som offrar sitt eget liv för sina kamrater gör detta för att öka sitt eget välmående. Förespråkaren kan förklara detta mer i enlighet med våra intuitioner; nämligen genom att förklara att han offrade sitt eget välmående för sina kamraters välmående.

### Heterogenitetsargumentet
Heterogenitetsargumentet riktar sig till intrinsikala njutningsteorier. Det går ut på att det inte finns någon gemensam komponent hos allt det vi kallar njutning, som är det som konstituerar njutningen. Filosofen Stuart Rachels har presenterat tre förslag på hur en hedonist kan bemöta denna invändning:
1. Njutningar är endast de erfarenheter som är intrinsikalt goda på grund av hur de känns.
2. Njutningar är endast de erfarenheter som är goda, för personerna som har erfarenheterna, på grund av hur de känns.
3. Njutningar är endast de erfarenheter som man bör tycka om som blott känslor; gillande är en lämplig respons endast till njutningar blott som känslor.

Roger Crisp menar att det tredje förslaget egentligen är en form av externalism, och att de andra två är ganska lika varandra. Han argumenterar för att i synnerhet det andra förslaget går att bygga vidare på, och gör själv också detta. Han skriver (fritt översatt): "Om förespråkaren av heterogenitetsargumentet söker efter någonting i stil med en speciell sensation, som sötma eller ett kittlande eller en känsla i någon speciell del av kroppen [...] eller någonting som en sinnlig egenskap som rödhet, i njutningsfulla erfarenheter, så kommer hon att misslyckas. Men det finns ett sätt som njutningsfulla erfarenheter känns på: de känns njutningsfulla." Crisps poäng är att det "är på ett speciellt sätt" att känna njutning. Han medger att olika njutningar kraftigt skiljer sig åt, men menar att det ändå finns någonting som är gemensamt för dem alla, nämligen att de "känns bra".

### Mills kvalitativa hedonism
Efter kritik av sina samtida om att hans hedonism var en "svinens filosofi" försökte John Stuart Mill försvara sig genom att införa en distinktion mellan höga och låga njutningar. Detta ansågs av många vara antingen ett övergivande av hedonismen eller inkoherent.
Roger Crisps teori, som bygger vidare på Mills, möjliggör enligt honom själv att man kan skilja olika njutningar åt kvalitativt. Crisp menar att det går att rädda Mills distinktion, som tycks vara nödvändig för att hedonismen ska kännas intuitivt riktig. Om man omformulerar Mills uppfattning om intensitet och längd som att det handlar om själva upplevelsens intensitet och längd snarare än njutningen i sig, så kan man göra samma sak med upplevelsers kvalitet. Upplevelser kan alltså vara långt mer njutningsfulla just på grund av att de är av högre kvalitet, men poängen är att det inte är själva njutningen som är av högre kvalitet. Ett annat sätt att uttrycka detta på är genom att skilja mellan uppräknande och förklarande teorier. Litterär kvalitet kan till exempel ingå i en uppräkning av faktorer som ökar ens välmående, men det är samtidigt konsistent att förklara detta genom att hävda att anledningen till att det gör just detta är att det ökar njutningen i upplevelsen. På det sätter menar Crisp att han löser dilemmat som Mill ställs inför med sin distinktion mellan höga och låga njutningar. Detta är alltså ingen snällare tolkning av Mill utan ett övergivande eller omformulering av en del av hans teori.